# 地域調査士
地域調査士（ちいきちょうさし）とは、日本地理学会が認定する資格である。地域調査の知識・技術をもとに地域の自然現象、人文・社会現象を総合的に捉えることのできる「地域調査の専門家」を認定する。資格は「地域調査士」と「専門地域調査士」の二つに分かれている。資格の取得に当たっては地理学の基礎～応用に関する内容を大学で学んでいることが求められる。

## 概要
地域調査士制度は、2004年に公表された『日本地理学会グランドビジョン』をもとに、日本地理学会が2010年3月に発足させた制度である。背景としては、他協会・法人による資格創設ラッシュや地方分権の政策目標に伴って地理的知識が民間企業・行政で求められていることが挙げられ、地理学の有用性の社会的アピール、地理教育環境の改善・教員市場の拡大が主な目的である。

### 地域調査士
学部卒業生を主な対象とし、地域調査の企画から報告書の作成までの過程の理解と、その調査・分析方法が妥当であるか指摘できること、地域の問題点を的確に指摘することが求められる。
認定に際しては、

①地域の概念と特性に関する科目群

②地域調査の技術に関する科目群

③地域調査実習に関する科目群

の3つの講義を所定の単位以上を大学において履修していることが必要である。申請者本人が科目の認定申請を行うのではなく、大学が日本地理学会に科目の認定を申請することによってはじめて学生は資格を取得できる。また、地域調査に伴う「法令」「個人情報保護」「人権」について4時間の講習を受講することが義務付けられている。

### 専門地域調査士
地域調査の企画運営や高度な分析に基づく報告書などの高い実践能力が求められ、大学・研究機関での調査経験を有する経験者・実務者が対象である。
認定に際しては、

①大学院で資格申請に必要な所定の科目を履修し、修士課程を修了したのち、地域調査に関する実務を3年以上経験し、地域調査に関する高度な論文を公表

②大学院で資格申請に必要な所定の科目を履修し、修士課程を修了したのち、地域調査に関する博士の学位を取得

③地域調査に関する実務を3年以上経験し、地域調査に関する論文が査読を経て学術誌に掲載

④調査研究機関において、教授・准教授として地域調査に関する5年以上の教育・研究経験がある

のいずれかを満たすことが必要である。